# Palmera canaria en el Real Jardín Botánico
La palmera canaria en el Real Jardín Botánico es un árbol que se ubica en el Real Jardín Botánico de Madrid, en la Glorieta de Carlos Linneo frente a la entrada principal del Pabellón Villanueva. Se estima que tiene una edad de más de 100 años. Está integrado dentro del Paisaje de la Luz, un paisaje cultural declarado Patrimonio de la Humanidad el 25 de julio de 2021.

## Descripción
La palmera canaria del Real Jardín Botánico de Madrid es un árbol de la especie endémica de las Islas Canarias: Phoenix canariensis. Tiene una altura de 10 metros, un diámetro de copa de 6 metros, un perímetro de tronco de 1,60 metros y está sembrado a una altitud de 635 m.s.n.m.
Se estima que tiene una edad de más de 100 años, y está incluida en el catálogo de Árboles Singulares de la Comunidad de Madrid, identificada con el número 105.